# Kootenay Direct Airlines
Kootenay Direct Airlines Ltd, действующая как Kootenay Direct Airlines — канадская авиакомпания местного значения со штаб-квартирой в городе Нельсон (провинция Британская Колумбия), выполняющая чартерные пассажирские перевозки в небольшие аэропорты Канады и Соединённых Штатов Америки.
Главной базой авиакомпании является Аэропорт Нельсон.